# Fetch
Fetch är en FTP-klient till Mac OS Classic som skapades 1989 av Jim Mathews, som var anställd på Dartmouth College. Senare vidareutvecklade Mathews programmet i sitt eget företag Fetch Softworks.